# Haukisaari (ö i Päijänne-Tavastland, Lahtis, lat 61,58, long 25,62)
Haukisaari är en ö i Finland. Den ligger i sjön Päijänne och i kommunen Sysmä i den ekonomiska regionen  Lahtis ekonomiska region  och landskapet Päijänne-Tavastland, i den södra delen av landet, 160 km norr om huvudstaden Helsingfors. Öns area är 0,9 hektar och dess största längd är 150 meter i nord-sydlig riktning.